# Octopus mutilans
Octopus mutilans är en bläckfiskart som beskrevs av Isao Taki 1942. Octopus mutilans ingår i släktet Octopus och familjen Octopodidae. Inga underarter finns listade i Catalogue of Life.